# Winneba

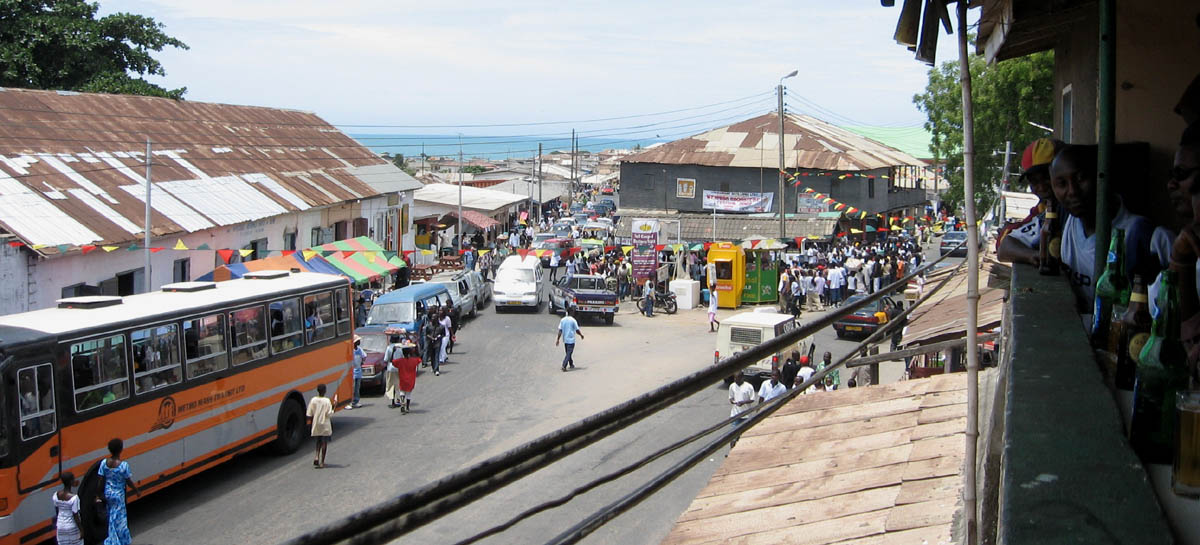
Aboakyerfestivalen på Winnebas gator.

Winneba är en ort vid kusten i södra Ghana. Den är huvudort för distriktet Effutu, och folkmängden uppgick till 56 356 invånare vid folkräkningen 2010.
Winneba är traditionellt känt som Simpa, efter en effutuledare, Osimpa, som ledde sitt folk från norra Ghana till denna plats. Namnet Winneba härrör från "windy bay", ett namn som européer använde för denna del av kusten. Winneba var förr en viktig handelsstad, och var huvudort för Centralprovinsen i Guldkusten. Orten tappade sin betydelse efter hand till bland annat Agona Swedru och dess kakaohandel, samt hamnen i Tema.
Winneba har bland annat ett universitet, University of Education, Winneba. Viktiga näringar i området är fiske, jordbruk och utvinning av salt.